# Nueva Zelanda en la Copa Mundial de Fútbol Sub-17 de 2015
La selección de Nueva Zelanda fue una de las 24 participantes de la Copa Mundial de Fútbol Sub-17 de 2015, que se disputó en Chile del 17 de octubre al 8 de noviembre. Los Young All Whites obtuvieron por séptima vez la clasificación al torneo tras proclamarse campeones del Campeonato de la OFC 2015, realizado en Samoa y Samoa Americana.
A pesar de que el inglés Jose Figuiera comandó al equipo durante la etapa eliminatoria, este fue remplazado por Danny Hay, quien se hizo cargo para el campeonato. El elenco neozelandés perdió 6-1 con Francia, empató 0-0 con Siria y venció 2-1 a Paraguay para superar la fase de grupos como el segundo del grupo F. En octavos de final se enfrentó a Brasil. Un penal a favor de los brasileños en la última jugada del partido terminó por decantar el 1-0 definitivo y la eliminación de Nueva Zelanda.

## Clasificación

### Fase de grupos
| Selección          | Pts | PJ | PG | PE | PP | GF | GC | Dif |
| ------------------ | --- | -- | -- | -- | -- | -- | -- | --- |
| Nueva Zelanda      | 15  | 5  | 5  | 0  | 0  | 29 | 5  | 24  |
| Nueva Caledonia    | 12  | 5  | 4  | 0  | 1  | 22 | 8  | 14  |
| Papúa Nueva Guinea | 7   | 5  | 2  | 1  | 2  | 9  | 5  | 4   |
| Fiyi               | 7   | 5  | 2  | 1  | 2  | 10 | 12 | -2  |
| Samoa              | 3   | 5  | 1  | 0  | 4  | 7  | 22 | -15 |
| Islas Cook         | 0   | 5  | 0  | 0  | 5  | 2  | 27 | -25 |

| 13 de enero de 2015 | Fiyi | 0:6 (0:3) | Nueva Zelanda                                                               | JS Blatter Stadium, Apia  |                           |
|                     |      | Reporte   | McGarry 12' 33' · Rogerson 17' 55' · Mata 69' (pen.) · Probert 90+1' (pen.) | Árbitro(s): Kader Zitouni | Árbitro(s): Kader Zitouni |

| 15 de enero de 2015 | Nueva Zelanda                                                                                         | 9:1 (4:0) | Samoa       | JS Blatter Stadium, Apia      |                               |
|                     | 4' (a.g.) · Kiore 16' · Anderson 28' 80' (pen.) · Woodlock 45+1' · Rogerson 63' 70' 87' · Probert 84' | Reporte   | Mariner 90' | Árbitro(s): Ichikawa Polovili | Árbitro(s): Ichikawa Polovili |

| 17 de enero de 2015 | Papúa Nueva Guinea | 0:3 (0:1) | Nueva Zelanda                       | JS Blatter Stadium, Apia   |                            |
|                     |                    | Reporte   | Anderson 32' · Mata 65' · Kiore 84' | Árbitro(s): Robinson Banga | Árbitro(s): Robinson Banga |

| 19 de enero de 2015 | Nueva Zelanda                                    | 5:4 (3:2) | Nueva Caledonia                                    | JS Blatter Stadium, Apia |  |
|                     | Rogerson 12' 18' 60' · Probert 20' · Johnson 57' |           | Hnagone 11' · Boucheron 45' 50' · Kenon 78' (pen.) |                          |  |

| 21 de enero de 2015 | Nueva Zelanda                                    | 6:0 (2:0) | Islas Cook | JS Blatter Stadium, Apia |  |
|                     | Ceci 10' · Woodlock 45' 55' 66' 71' · Skeens 81' |           |            |                          |  |

### Semifinales
| 25 de enero de 2015 | Nueva Zelanda                                                   | 5:1 (2:0) | Vanuatu     | Pago Park, Pago Pago |  |
|                     | McGarry 4' · Rogerson 21' 56' · Probert 83' (pen.) · Wilson 90' |           | Wilkins 67' |                      |  |

### Final
| 27 de enero de 2015 | Nueva Zelanda                         | 1:1 (0:0) (t. s.)(5:4 p.)  | Tahití                                           | Pago Park, Pago Pago |  |
|                     | Rogerson 60'                          |                            | Kohumoetini 81'                                  |                      |  |
|                     |                                       | Tiros desde el punto penal |                                                  |                      |  |
|                     | Mills · Jones · Ceci · Mata · Probert |                            | Maihi · Petitgas · Siejidr · Salem · Kohumoetini |                      |  |

## Jugadores
| #     | Nombre               | Posición         | Edad | Club                     |
| ----- | -------------------- | ---------------- | ---- | ------------------------ |
| 1     | Michael Woud         | Portero          | 16   | Sunderland               |
| 2     | Jack-Henry Sinclair  | Defensa          | 17   | North Shore United       |
| 3     | Liam Jones           | Defensa          | 16   | Western Suburbs          |
| 4     | Oliver Ceci          | Mediocampista    | 17   | North Shore United       |
| 5     | Liam Williams        | Defensa          | 17   | Western Springs          |
| 6     | Ben Mata             | Defensa          | 17   | Onehunga Sports          |
| 7     | Sarpreet Singh       | Mediocampista    | 16   | Wellington Phoenix Res.  |
| 8     | Dane Schnell         | Mediocampista    | 16   | Western Springs          |
| 9     | Connor Probert       | Delantero        | 17   | Western Springs          |
| 10    | Logan Rogerson       | Delantero        | 17   | Wellington Phoenix       |
| 11    | James McGarry        | Mediocampista    | 17   | Wellington Phoenix       |
| 12    | Reuben Clark         | Portero          | 17   | Onehunga Sports          |
| 13    | Joe Bell             | Mediocampista    | 16   | Wellington Phoenix Res.  |
| 14    | Owen Parker-Price    | Mediocampista    | 16   | Western Suburbs          |
| 15    | Luke Johnson         | Defensa          | 17   | North Shore United       |
| 16    | Hunter Ashworth      | Defensa          | 17   | Pateadores               |
| 17    | Callum McCowatt      | Mediocampista    | 16   | Western Suburbs          |
| 18    | Ahmad Mohammadi      | Delantero        | 16   | Western Suburbs          |
| 19    | Sean Skeens          | Delantero        | 17   | Birkenhead United        |
| 20    | Lucas Imrie          | Delantero        | 17   | Central United           |
| 21    | Christian Woodbridge | Portero          | 17   | Onehunga Sports          |
| D. T. | Danny Hay            | Director técnico | 40   | Bandera de Nueva Zelanda |

## Participación

### Fase de grupos
| Equipo        | Pts | PJ | PG | PE | PP | GF | GC | Dif |
| ------------- | --- | -- | -- | -- | -- | -- | -- | --- |
| Francia       | 9   | 3  | 3  | 0  | 0  | 14 | 4  | 10  |
| Nueva Zelanda | 4   | 3  | 0  | 1  | 1  | 3  | 7  | -4  |
| Paraguay      | 3   | 3  | 1  | 0  | 2  | 8  | 7  | 1   |
| Siria         | 1   | 3  | 0  | 1  | 1  | 1  | 8  | -7  |

| 1     | Guardameta     | Michael Woud        |     |
| 2     | Defensa        | Jack-Henry Sinclair |     |
| 5     | Defensa        | Liam Williams       |     |
| 16    | Defensa        | Hunter Ashworth     |     |
| 11    | Defensa        | James McGarry       | 89' |
| 8     | Centrocampista | Dane Schnell        |     |
| 4     | Centrocampista | Oliver Ceci         | 45' |
| 10    | Centrocampista | Logan Rogerson      |     |
| 14    | Centrocampista | Owen Parker-Price   | 70' |
| 9     | Centrocampista | Connor Probert      |     |
| 20    | Delantero      | Lucas Imrie         |     |
| D. T. | D. T.          | Danny Hay           |     |

| 1     | Guardameta     | Luca Zidane              |     |
| 20    | Defensa        | Alec Georgen             |     |
| 5     | Defensa        | Dayotchanculle Upamecano | 77' |
| 3     | Defensa        | Mamadou Doucore          |     |
| 14    | Defensa        | Christ Maouassa          |     |
| 10    | Centrocampista | Timothe Cognat           |     |
| 6     | Centrocampista | Jean Ruiz                |     |
| 9     | Centrocampista | Jeff Reine Adelaide      | 71' |
| 12    | Centrocampista | Bilal Boutobba           | 59' |
| 7     | Centrocampista | Alexis Claude Maurice    |     |
| 21    | Delantero      | Odsonne Edouard          |     |
| D. T. | D. T.          | Jean-Claude Giuntini     |     |

| 17 | Centrocampista | Callum McCowatt | 45' |
| 7  | Centrocampista | Sarpreet Singh  | 70' |
| 3  | Defensa        | Liam Jones      | 89' |

| 11 | Centrocampista | Nicolas Janvier | 59' |
| 15 | Delantero      | Maxime Pelican  | 71' |
| 4  | Defensa        | Hugo Mesbah     | 77' |

| Anotado | 76' | James McGarry | 1 - 5 |

| Anotado | 15'   | James McGarry (autogol) | 0 - 1 |
| Anotado | 32'   | Bilal Boutobba          | 0 - 2 |
| Anotado | 34'   | Christ Maouassa         | 0 - 3 |
| Anotado | 42'   | Mamadou Doucore         | 0 - 4 |
| Anotado | 45'   | Alec Georgen            | 0 - 5 |
| Anotado | 90+2' | Odsonne Edouard         | 1 - 6 |

| Amonestado | 72' | Hunter Ashworth |

| Amonestado | 74' | Dayotchanculle Upamecano |

| Árbitro             | Valdin Legister    |
| Árbitros asistentes | Kedlee Powell      |
| Árbitros asistentes | Richard Washington |
| Cuarto árbitro      | Gery Vargas        |

| 1     | Guardameta     | Michael Woud        |     |
| 2     | Defensa        | Jack-Henry Sinclair |     |
| 5     | Defensa        | Liam Williams       |     |
| 16    | Defensa        | Hunter Ashworth     |     |
| 11    | Defensa        | James McGarry       | 89' |
| 8     | Centrocampista | Dane Schnell        |     |
| 4     | Centrocampista | Oliver Ceci         | 45' |
| 10    | Centrocampista | Logan Rogerson      |     |
| 14    | Centrocampista | Owen Parker-Price   | 70' |
| 9     | Centrocampista | Connor Probert      |     |
| 20    | Delantero      | Lucas Imrie         |     |
| D. T. | D. T.          | Danny Hay           |     |

| 1     | Guardameta     | Luca Zidane              |     |
| 20    | Defensa        | Alec Georgen             |     |
| 5     | Defensa        | Dayotchanculle Upamecano | 77' |
| 3     | Defensa        | Mamadou Doucore          |     |
| 14    | Defensa        | Christ Maouassa          |     |
| 10    | Centrocampista | Timothe Cognat           |     |
| 6     | Centrocampista | Jean Ruiz                |     |
| 9     | Centrocampista | Jeff Reine Adelaide      | 71' |
| 12    | Centrocampista | Bilal Boutobba           | 59' |
| 7     | Centrocampista | Alexis Claude Maurice    |     |
| 21    | Delantero      | Odsonne Edouard          |     |
| D. T. | D. T.          | Jean-Claude Giuntini     |     |

| 17 | Centrocampista | Callum McCowatt | 45' |
| 7  | Centrocampista | Sarpreet Singh  | 70' |
| 3  | Defensa        | Liam Jones      | 89' |

| 11 | Centrocampista | Nicolas Janvier | 59' |
| 15 | Delantero      | Maxime Pelican  | 71' |
| 4  | Defensa        | Hugo Mesbah     | 77' |

| Anotado | 76' | James McGarry | 1 - 5 |

| Anotado | 15'   | James McGarry (autogol) | 0 - 1 |
| Anotado | 32'   | Bilal Boutobba          | 0 - 2 |
| Anotado | 34'   | Christ Maouassa         | 0 - 3 |
| Anotado | 42'   | Mamadou Doucore         | 0 - 4 |
| Anotado | 45'   | Alec Georgen            | 0 - 5 |
| Anotado | 90+2' | Odsonne Edouard         | 1 - 6 |

| Amonestado | 72' | Hunter Ashworth |

| Amonestado | 74' | Dayotchanculle Upamecano |

| Árbitro             | Valdin Legister    |
| Árbitros asistentes | Kedlee Powell      |
| Árbitros asistentes | Richard Washington |
| Cuarto árbitro      | Gery Vargas        |

| 1     | Guardameta     | Michael Woud        |     |
| 2     | Defensa        | Jack-Henry Sinclair |     |
| 5     | Defensa        | Liam Williams       |     |
| 16    | Defensa        | Hunter Ashworth     |     |
| 11    | Defensa        | James McGarry       |     |
| 17    | Centrocampista | Callum McCowatt     | 54' |
| 4     | Centrocampista | Oliver Ceci         |     |
| 10    | Centrocampista | Logan Rogerson      |     |
| 14    | Centrocampista | Owen Parker-Price   | 75' |
| 9     | Centrocampista | Connor Probert      |     |
| 20    | Delantero      | Lucas Imrie         | 69' |
| D. T. | D. T.          | Danny Hay           |     |

| 1     | Guardameta     | William Ghannam  |     |
| 2     | Defensa        | Taha Alaek       |     |
| 5     | Defensa        | Wasim Alnadaf    |     |
| 6     | Defensa        | Mohamad Loulou   |     |
| 19    | Defensa        | Ahmad Alkhassi   |     |
| 7     | Centrocampista | Basel Kawakbi    | 45' |
| 11    | Centrocampista | Anas Alaji       | 77' |
| 12    | Centrocampista | Aimn Akil        |     |
| 13    | Centrocampista | Zid Gharir       |     |
| 17    | Centrocampista | Sardar Sulaiman  |     |
| 10    | Delantero      | Abd Abarakat     | 61' |
| D. T. | D. T.          | Mohammad Alattar |     |

| 13 | Centrocampista | Joe Bell       | 54' |
| 19 | Delantero      | Sean Skeens    | 69' |
| 3  | Centrocampista | Sarpreet Singh | 75' |

| 3  | Delantero      | Mohamad Al Hallak | 45' |
| 18 | Delantero      | Abdulhadi Shalha  | 61' |
| 9  | Centrocampista | Naeim Ghazal Naem | 77' |

| Amonestado | 75' | Liam Williams |

| Árbitro             | Malang Diedhiou     |
| Árbitros asistentes | Djibril Camara      |
| Árbitros asistentes | Aboubacar Doumbouya |
| Cuarto árbitro      | Abdelkader Zitouni  |

| 1     | Guardameta     | Michael Woud        |     |
| 2     | Defensa        | Jack-Henry Sinclair |     |
| 5     | Defensa        | Liam Williams       |     |
| 16    | Defensa        | Hunter Ashworth     |     |
| 11    | Defensa        | James McGarry       |     |
| 17    | Centrocampista | Callum McCowatt     | 54' |
| 4     | Centrocampista | Oliver Ceci         |     |
| 10    | Centrocampista | Logan Rogerson      |     |
| 14    | Centrocampista | Owen Parker-Price   | 75' |
| 9     | Centrocampista | Connor Probert      |     |
| 20    | Delantero      | Lucas Imrie         | 69' |
| D. T. | D. T.          | Danny Hay           |     |

| 1     | Guardameta     | William Ghannam  |     |
| 2     | Defensa        | Taha Alaek       |     |
| 5     | Defensa        | Wasim Alnadaf    |     |
| 6     | Defensa        | Mohamad Loulou   |     |
| 19    | Defensa        | Ahmad Alkhassi   |     |
| 7     | Centrocampista | Basel Kawakbi    | 45' |
| 11    | Centrocampista | Anas Alaji       | 77' |
| 12    | Centrocampista | Aimn Akil        |     |
| 13    | Centrocampista | Zid Gharir       |     |
| 17    | Centrocampista | Sardar Sulaiman  |     |
| 10    | Delantero      | Abd Abarakat     | 61' |
| D. T. | D. T.          | Mohammad Alattar |     |

| 13 | Centrocampista | Joe Bell       | 54' |
| 19 | Delantero      | Sean Skeens    | 69' |
| 3  | Centrocampista | Sarpreet Singh | 75' |

| 3  | Delantero      | Mohamad Al Hallak | 45' |
| 18 | Delantero      | Abdulhadi Shalha  | 61' |
| 9  | Centrocampista | Naeim Ghazal Naem | 77' |

| Amonestado | 75' | Liam Williams |

| Árbitro             | Malang Diedhiou     |
| Árbitros asistentes | Djibril Camara      |
| Árbitros asistentes | Aboubacar Doumbouya |
| Cuarto árbitro      | Abdelkader Zitouni  |

| 12    | Guardameta     | Miguel Martínez   |     |
| 3     | Defensa        | Luis Giménez      |     |
| 13    | Defensa        | Fernando Lomaquis |     |
| 14    | Defensa        | Oscar Rodas       |     |
| 15    | Defensa        | Juan Ojeda        |     |
| 6     | Centrocampista | Arturo Aranda     |     |
| 11    | Centrocampista | Josue Colman      | 64' |
| 16    | Centrocampista | Nery Valbuena     |     |
| 17    | Centrocampista | Marcelino Ñamandu |     |
| 9     | Delantero      | Carlos Ferreira   | 74' |
| 19    | Delantero      | Yvan Cabrera      | 55' |
| D. T. | D. T.          | Carlos Jara       |     |

| 1     | Guardameta     | Michael Woud        |     |
| 2     | Defensa        | Jack-Henry Sinclair | 88' |
| 5     | Defensa        | Liam Williams       |     |
| 16    | Defensa        | Hunter Ashworth     |     |
| 11    | Defensa        | James McGarry       |     |
| 8     | Centrocampista | Dane Schnell        |     |
| 13    | Centrocampista | Joe Bell            | 61' |
| 10    | Centrocampista | Logan Rogerson      |     |
| 14    | Centrocampista | Owen Parker-Price   | 71' |
| 9     | Centrocampista | Connor Probert      |     |
| 20    | Delantero      | Lucas Imrie         |     |
| D. T. | D. T.          | Danny Hay           |     |

| 20 | Delantero | Julio Villalba | 55' |
| 2  | Defensa   | Rodi Ferreira  | 64' |
| 4  | Defensa   | Blas Riveros   | 74' |

| 17 | Centrocampista | Callum McCowatt | 61' |
| 7  | Centrocampista | Sarpreet Singh  | 71' |
| 15 | Defensa        | Luke Johnson    | 88' |

| Anotado | 43' | Marcelino Ñamandu | 1 - 1 |

| Anotado | 11'   | Hunter Ashworth | 0 - 1 |
| Anotado | 90+1' | Lucas Imrie     | 1 - 2 |

| Amonestado                               | 25'   | Marcelino Ñamandu |
| Amonestado                               | 45+1' | Juan Ojeda        |
| Otorgado · Otorgado otra vez · Expulsado | 59'   | Marcelino Ñamandu |
| Amonestado                               | 68'   | Nery Valbuena     |

| Amonestado | 45+1' | Hunter Ashworth |
| Amonestado | 84'   | Liam Williams   |

| Árbitro             | Yevhen Aranovskiy      |
| Árbitros asistentes | Igor Alokhin           |
| Árbitros asistentes | Oleksandr Korniyko     |
| Cuarto árbitro      | Hettikamkanamge Perera |

| 12    | Guardameta     | Miguel Martínez   |     |
| 3     | Defensa        | Luis Giménez      |     |
| 13    | Defensa        | Fernando Lomaquis |     |
| 14    | Defensa        | Oscar Rodas       |     |
| 15    | Defensa        | Juan Ojeda        |     |
| 6     | Centrocampista | Arturo Aranda     |     |
| 11    | Centrocampista | Josue Colman      | 64' |
| 16    | Centrocampista | Nery Valbuena     |     |
| 17    | Centrocampista | Marcelino Ñamandu |     |
| 9     | Delantero      | Carlos Ferreira   | 74' |
| 19    | Delantero      | Yvan Cabrera      | 55' |
| D. T. | D. T.          | Carlos Jara       |     |

| 1     | Guardameta     | Michael Woud        |     |
| 2     | Defensa        | Jack-Henry Sinclair | 88' |
| 5     | Defensa        | Liam Williams       |     |
| 16    | Defensa        | Hunter Ashworth     |     |
| 11    | Defensa        | James McGarry       |     |
| 8     | Centrocampista | Dane Schnell        |     |
| 13    | Centrocampista | Joe Bell            | 61' |
| 10    | Centrocampista | Logan Rogerson      |     |
| 14    | Centrocampista | Owen Parker-Price   | 71' |
| 9     | Centrocampista | Connor Probert      |     |
| 20    | Delantero      | Lucas Imrie         |     |
| D. T. | D. T.          | Danny Hay           |     |

| 20 | Delantero | Julio Villalba | 55' |
| 2  | Defensa   | Rodi Ferreira  | 64' |
| 4  | Defensa   | Blas Riveros   | 74' |

| 17 | Centrocampista | Callum McCowatt | 61' |
| 7  | Centrocampista | Sarpreet Singh  | 71' |
| 15 | Defensa        | Luke Johnson    | 88' |

| Anotado | 43' | Marcelino Ñamandu | 1 - 1 |

| Anotado | 11'   | Hunter Ashworth | 0 - 1 |
| Anotado | 90+1' | Lucas Imrie     | 1 - 2 |

| Amonestado                               | 25'   | Marcelino Ñamandu |
| Amonestado                               | 45+1' | Juan Ojeda        |
| Otorgado · Otorgado otra vez · Expulsado | 59'   | Marcelino Ñamandu |
| Amonestado                               | 68'   | Nery Valbuena     |

| Amonestado | 45+1' | Hunter Ashworth |
| Amonestado | 84'   | Liam Williams   |

| Árbitro             | Yevhen Aranovskiy      |
| Árbitros asistentes | Igor Alokhin           |
| Árbitros asistentes | Oleksandr Korniyko     |
| Cuarto árbitro      | Hettikamkanamge Perera |

### Octavos de final
| 1     | Guardameta     | Juliano       |     |
| 2     | Defensa        | Kléber        |     |
| 3     | Defensa        | Ronaldo       | 45' |
| 6     | Defensa        | Rogério       |     |
| 14    | Defensa        | Éder Militão  |     |
| 10    | Centrocampista | Evander       | 85' |
| 16    | Centrocampista | Guilherme     |     |
| 17    | Centrocampista | Geovane       |     |
| 7     | Delantero      | Leandrinho    |     |
| 9     | Delantero      | Luís Henrique |     |
| 19    | Delantero      | Arthur        | 59' |
| D. T. | D. T.          | Carlos Amadeu |     |

| 1     | Guardameta     | Michael Woud        |     |
| 2     | Defensa        | Jack-Henry Sinclair |     |
| 15    | Defensa        | Luke Johnson        |     |
| 6     | Defensa        | Ben Mata            | 85' |
| 11    | Defensa        | James McGarry       |     |
| 8     | Centrocampista | Dane Schnell        |     |
| 13    | Centrocampista | Joe Bell            |     |
| 10    | Centrocampista | Logan Rogerson      |     |
| 14    | Centrocampista | Owen Parker-Price   | 42' |
| 9     | Centrocampista | Connor Probert      |     |
| 20    | Delantero      | Lucas Imrie         |     |
| D. T. | D. T.          | Danny Hay           |     |

| 5  | Defensa        | Zé Marcos | 45' |
| 18 | Centrocampista | Matheus   | 59' |
| 4  | Delantero      | Eron      | 85' |

| 7  | Centrocampista | Sarpreet Singh  | 42' |
| 17 | Centrocampista | Callum McCowatt | 85' |

| Anotado | 90+6' | Luís Henrique | 1 - 0 |

| Amonestado | 67' | Kléber |

| Amonestado | 30' | Lucas Imrie    |
| Amonestado | 49' | Luke Johson    |
| Amonestado | 81' | Logan Rogerson |

| Árbitro             | Mohd Bin Yaacob |
| Árbitros asistentes | Mohd Muhamad    |
| Árbitros asistentes | Azman Ismail    |
| Cuarto árbitro      | Danny Makkelie  |

| 1     | Guardameta     | Juliano       |     |
| 2     | Defensa        | Kléber        |     |
| 3     | Defensa        | Ronaldo       | 45' |
| 6     | Defensa        | Rogério       |     |
| 14    | Defensa        | Éder Militão  |     |
| 10    | Centrocampista | Evander       | 85' |
| 16    | Centrocampista | Guilherme     |     |
| 17    | Centrocampista | Geovane       |     |
| 7     | Delantero      | Leandrinho    |     |
| 9     | Delantero      | Luís Henrique |     |
| 19    | Delantero      | Arthur        | 59' |
| D. T. | D. T.          | Carlos Amadeu |     |

| 1     | Guardameta     | Michael Woud        |     |
| 2     | Defensa        | Jack-Henry Sinclair |     |
| 15    | Defensa        | Luke Johnson        |     |
| 6     | Defensa        | Ben Mata            | 85' |
| 11    | Defensa        | James McGarry       |     |
| 8     | Centrocampista | Dane Schnell        |     |
| 13    | Centrocampista | Joe Bell            |     |
| 10    | Centrocampista | Logan Rogerson      |     |
| 14    | Centrocampista | Owen Parker-Price   | 42' |
| 9     | Centrocampista | Connor Probert      |     |
| 20    | Delantero      | Lucas Imrie         |     |
| D. T. | D. T.          | Danny Hay           |     |

| 5  | Defensa        | Zé Marcos | 45' |
| 18 | Centrocampista | Matheus   | 59' |
| 4  | Delantero      | Eron      | 85' |

| 7  | Centrocampista | Sarpreet Singh  | 42' |
| 17 | Centrocampista | Callum McCowatt | 85' |

| Anotado | 90+6' | Luís Henrique | 1 - 0 |

| Amonestado | 67' | Kléber |

| Amonestado | 30' | Lucas Imrie    |
| Amonestado | 49' | Luke Johson    |
| Amonestado | 81' | Logan Rogerson |

| Árbitro             | Mohd Bin Yaacob |
| Árbitros asistentes | Mohd Muhamad    |
| Árbitros asistentes | Azman Ismail    |
| Cuarto árbitro      | Danny Makkelie  |